# Jornal de Brasília
Jornal de Brasília é um jornal diário brasileiro pertencente ao Grupo Jornal de Brasília, juntamente ao jornal Na Hora H! e o Portal JBr. Foi fundado em 1972 pelo Grupo Jaime Câmara. É um dos maiores jornais do Distrito Federal.

## História
O Jornal de Brasília foi fundado durante a ditadura militar, em 10 de dezembro de 1972. Com o lema Onde a Cidade é Notícia, tinha como propósito principal fornecer uma cobertura focada em acontecimentos locais, incluindo as cidades-satélites e a periferia brasiliense. Custava 0,70 cruzeiros e logo se tornou um concorrente do Correio Braziliense e do Jornal do Brasil.
Em seu primeiro editorial, a publicação afirmou manter compromisso com a "democracia, desenvolvimento e segurança." De acordo com o Centro de Pesquisa e Documentação de História Contemporânea do Brasil, a direção do jornal manifestou alinhamento ao regime militar. Em 1975, foi agraciado com o Prêmio Esso de Jornalismo por desempenho editorial, algo até então inédito para um jornal situado fora do eixo Rio-São Paulo.
No século XXI, como parte da crise que atingiu a imprensa escrita, em virtude do estabelecimento de novos meios de comunicação, a triagem do jornal caiu de 30 mil em 2000 para 17 mil em 2016. Naquele mesmo ano, conforme informado pela própria publicação, era lido por 177 mil pessoas.
Em 2000, o Jornal de Brasília passou por significativas mudanças, implementando uma linguagem mais dinâmica e objetiva e adotando uma linha editorial popular.
Em abril de 2016, o jornal demitiu metade de sua redação, cerca de 15 de seus 30 membros. Na época, enfrentava uma crise financeira e havia deixado de circular nos finais de semana. Quase uma década antes, em 2008, já havia demitido 43 funcionários.

### Proprietários
Inicialmente, pertencia ao empresário e político goiano Jaime Câmara. No início de 2000 foi vendido pela primeira vez ao Grupo EQM.[carece de fontes?] Desde 2007, pertence ao empresário Marcos Pereira Lombardi, proprietário da rede de postos de combustíveis brasiliense Gasoline e de empreendimentos na construção civil.

## Estrutura
O jornal apresenta cobertura da cidade na íntegra. Também veicula notícias sobre esportes, cultura, lazer, política, Brasil e assuntos internacionais. A redação conta com oito editoriais.

## Portal de Notícias
Em 2006, o Jornal de Brasília lançou o Clicabrasília, a versão on-line do conteúdo impresso, acessível de forma gratuita. O máximo de visitas mensais, até 2016, foi registrado em 1,016 milhão.

## Prêmios
- Prêmio Esso de Jornalismo (1975, 1978)[3]
- Prêmio Engenho de Comunicação, melhor veículo impresso (2013)[9]
- Prêmio PaulOOctavio de Jornalismo (2014)[10]